# Muscle risorius
Le muscle risorius (de Santorini) (musculus risorius en latin) ou muscle rieur est un petit muscle facial cutané et plat inconstant et de taille assez variable.
de la joue situé à la commissure des lèvres.

## Description
Le muscle risorius est le plus superficiel des muscles faciaux et spécifique à l'humain.
Sa forme est triangulaire à sommet antérieur et situé sur la partie latérale des lèvres.
Il nait du fascia au niveau de la parotide ou du muscle masséter. Il se dirige en avant et en dedans. Il s'achève dans la peau de la région de la commissure des lèvres.

## Innervation
Il est innervé par le rameau buccal du nerf facial.

## Action
Il tire la commissure des lèvres en arrière, provoquant l'attitude du rire.

## Rapport
C'est un muscle très superficiel, situé entre la peau et le muscle platysma.